# Luis Kalaff
Luis Kalaff Pérez (11 de octubre de 1916 - 2 de julio de 2010) fue un compositor, guitarrista y cantante dominicano. Hijo del comerciante de origen libanés, Juan Kalaff y de Bernavelina Pérez (dominicana). Fue un prominente y prolífico compositor de canciones.
Su primera guitarra la construyó él mismo, a la edad de catorce años, cuando se inició en el oficio de carpintero. Luis Kalaff Pérez la encontró en una calle, la remendó, comenzó a tocarla y desde entonces, fue su más fiel compañera.

## Obra
Llegó a incursionar en géneros como el merengue, mangulina, salve, carabiné y bolero, entre otros. Fue el primero en llevar la mangulina a la radio.
Llegó a componer casi dos mil canciones, muchas de ellas interpretadas por cantantes dominicanos como Alberto Beltrán y Fernando Villalona. También cantantes de otras nacionalidades han interpretado canciones de Kalaff, por ejemplo Julio Iglesias y Rafa Galindo, entre otros.

## Algunas de sus canciones
- «La hija y la mama» (popularizada por Carlos Argentino y La Sonora Matancera).
- «Juancito Trucupey» (popularizada por Celia Cruz y la Sonora Matancera)

- «Apretaíto» (popularizada por Manolo Monterrey y la Billo's Caracas Boys).
- «Ahí vienela nena» (popularizada por Cheo García y la Billo's Caracas Boys )

- «Acuérdate de mí» (popularizada por Armando Vega y su trío).

- «Amor sin esperanza» (popularizada por Celio González).

- «Amor sin esperanza» (popularizada por Julio Jaramillo).

- «El que me robó tu amor» (popularizada por Carlos Pizarro).

- «Estoy a tu orden» (popularizada por Antonio Ríos).

- «La empalizá» (merengue popularizado por varias orquestas y conjuntos dominicanos).

- «La tuerca» (merengue popularizado por Fernando Villalona).

- «Cuando yo me muera» (merengue popularizado por Joseíto Mateo y Johnny Ventura).

- «La mina» (merengue, Dioni Fernández y su orquesta).

- «El colorao» (merengue, Dioni Fernández y su orquesta).

- «Aunque me cueste la vida» (bolero, Alberto Beltrán y la Sonora Matancera)

- «Aunque me cueste la vida» (bolero, Pedro Infante)

## Premios
En el año 1996 el presidente Leonel Fernández lo condecoró con la Orden al Mérito de Duarte, Sánchez y Mella, en el grado de Caballero. Cuatro años más tarde el Senado de la República lo declaró "Artista Meritísimo".

## Discografía
- Los Reyes del Merengue (1958)
- Merengue Boogaloo (1960)
- Mi Palito de Oro (1960)
- Bailemos Merengue (1960)
- El Merengue Soy Yo Vol. 2 (1960)
- Merengues Vol. 1 (1960)
- El Rey del Merengue (1962)
- Las Vacaciones (1965)
- El Rey de los Reyes del Merengue (1965)
- Ella Tiene Su Clientela Vol. 3 (1966)
- Merengues Sabrosos (1967)
- La Hija y la Mamá (1967)
- Fuego a la Lata (1969)
- Joyas de Merengues (1969)
- Merengue! (1970)
- Y los Pobres Ahí (1970)
- Aquí Hay Un Chivo (1972)
- Merengues (con Joseito Mateo) (1979)
- Puro Oro (1979)
- Algo Nuevo (1980)
- Merengues (1998)
- Enredao de Nuevo